# Maximilian (Schiff, 1845)
Die Maximilian  war ein 1845 in Dienst gestelltes Glattdeckdampfschiff der Lindauer Dampfboot AG mit Heimathafen Lindau.

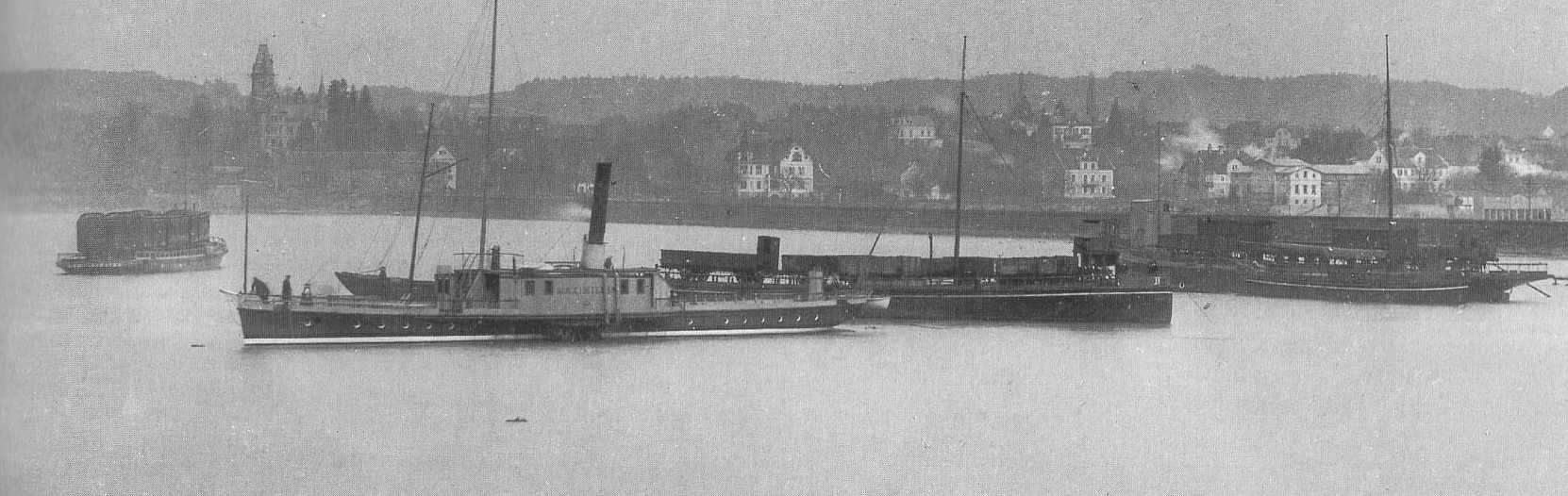
Der Glattdeckdampfer Maximilian 1895 beim Lindauer Bahndamm

Das dritte Schiff der Bayrischen Dampfboot AG erhielt den Namen des Bayrischen Königs Maximilian und wurde auf der Längsverbindung Lindau–Konstanz und der Querverbindung Lindau–Rorschach eingesetzt.
Nach der Jahrhundertwende wurde die Maximilian wegen ihrer niedrigen Geschwindigkeit nur noch als Reserveschiff im Güterschleppdienst verwendet, bis sie 1906 außer Dienst gestellt wurde. Das Schiff wurde 1906 von einem Uttwiler Baumaterialienhändler für den Abbruch erworben wie ein Jahr zuvor die Leopold. Als Ersatz gilt die 1905 in Dienst gestellte Lindau.